# Hieronim Wyczółkowski

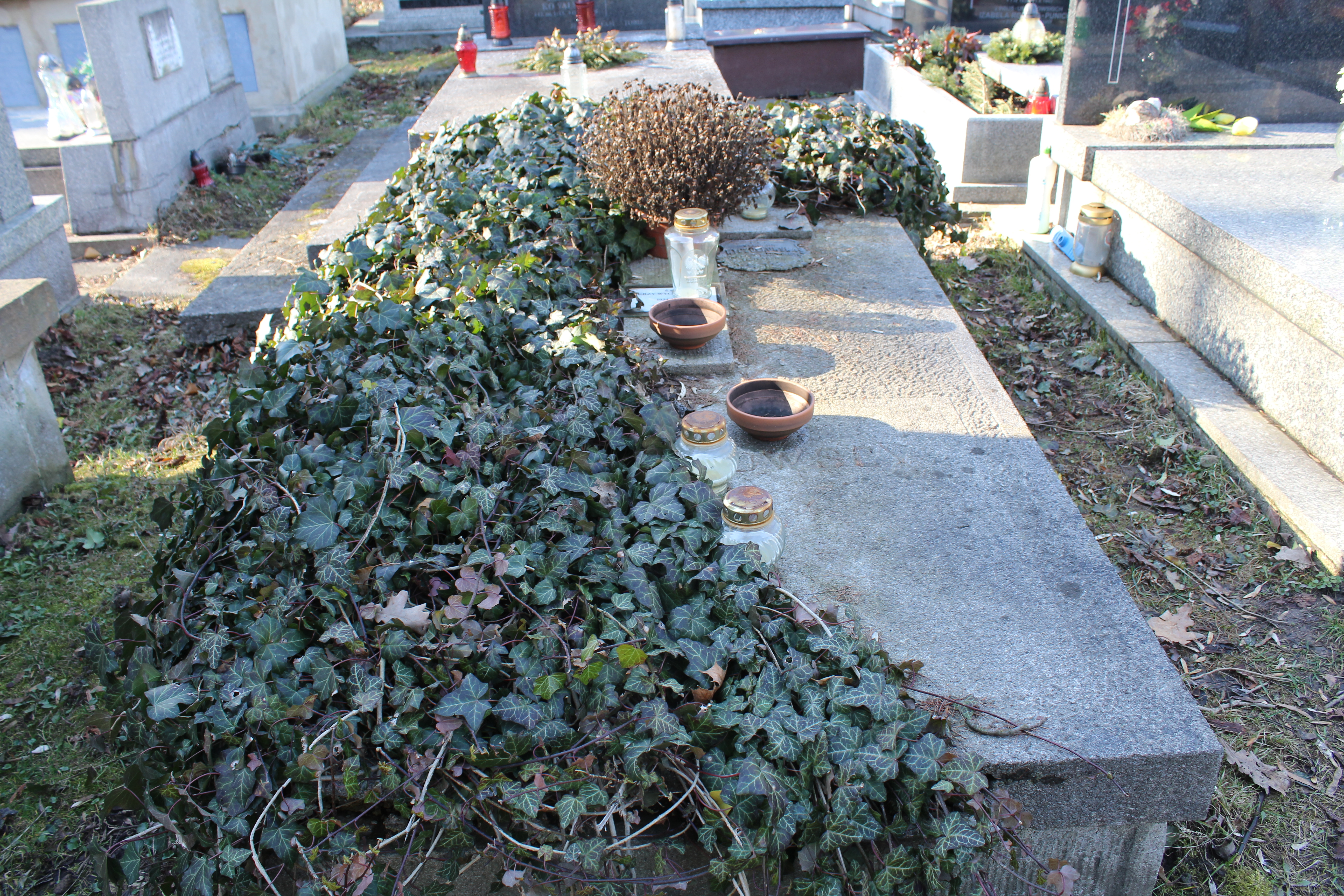
Grób Hieronima Wyczółkowskiego

Hieronim Wyczółkowski (ur. 30 września 1879 w Huszlewie na Podlasiu, zm. 23 lipca 1971 w Krakowie) – polski działacz społeczny, urzędnik samorządowy, polityk, minister.

## Życiorys
Pochodził z rodziny szlacheckiej. W Siedlcach ukończył gimnazjum rządowe, a w latach 1906–1913 studiował w Wolnej Wszechnicy Polskiej, w której ukończył Wydział Ekonomiczno-Społeczny.
Do 1917 roku pracował w warszawskiej firmie handlowej S. Wildena. Działał również społecznie w Towarzystwie Pracowników Przemysłu i Handlu i w redakcji „Świata Robotniczego”.
Od 1917 do 1930 był dyrektorem Wydziału Zaopatrzenia Miasta w Magistracie m. st. Warszawy. W 1921 przez 5 dni: od 19 do 24 września był ministrem aprowizacji w pierwszym rządzie Antoniego Ponikowskiego. W latach 1930–1938 był dyrektorem Wydziału Finansowego Zarządu m. st. Warszawy. W tym czasie był również członkiem zarządów kilku przedsiębiorstw spółdzielczych. Od 1938 do 1944 roku pracował w zarządzie Towarzystwa Handlowego „Żelazo, Metale i Minerały”, którego był udziałowcem.
W 1940 był więziony przez Niemców na Pawiaku.
Po zakończeniu II wojny światowej mieszkał w Piotrkowie Trybunalskim, a następnie osiadł w Krakowie, gdzie przez wiele lat był dyrektorem administracyjnym Zamku Królewskiego na Wawelu.
Pochowany na cmentarzu Rakowickim w Krakowie (kwatera LXXX-przed 1 gr.-54 rz. za gr. Kielczykowskich).

## Ordery i odznaczenia
- Krzyż Oficerski Orderu Odrodzenia Polski (30 kwietnia 1925)[2]